# Gäddtjärnarna (Bjurholms socken, Ångermanland, 710348-165681)
Gäddtjärnarna är en sjö i Bjurholms kommun i Ångermanland och ingår i Öreälvens huvudavrinningsområde.